# Лужишка култура
Лужишката култура е съществувала в къснобронзовата и ранножелязната епоха (1300 - 500 пр.н.е) в Източна Германия, по-голямата част от Полша, части от Чехия и Словакия и части от Украйна.
Общоприето е, че възникването на тази култура маркира появата на славяните.